# Duché de Clèves
XIe siècle – 1795
Entités précédentes :
- Basse-Lotharingie

Entités suivantes :
- Royaume de Prusse :
 Province de Juliers-Clèves-Berg

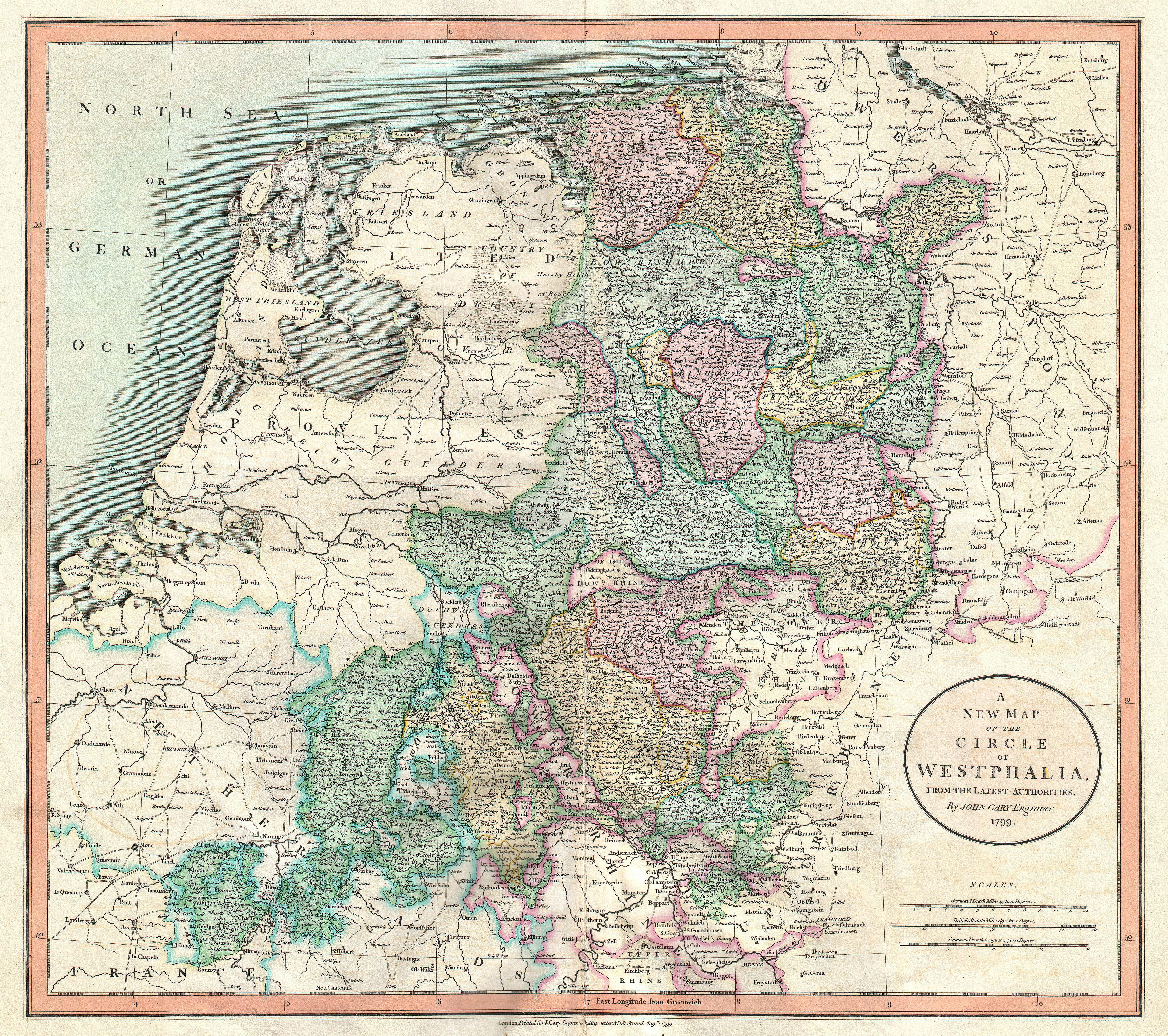
Le duché de Clèves (en vert) dans le cercle du Bas-Rhin-Westphalie.

Le comté de Clèves, devenu au XVe siècle duché de Clèves (Herzogtum Kleve en allemand) est un ancien duché du Saint-Empire romain germanique. Il était membre du cercle du Bas-Rhin-Westphalie.

## Situation géographique
Il est bordé au nord par le comté de Zutphen, à l'est par le comté de La Marck  et les territoires de Cologne et de Munster, au sud et à l'ouest par le duché de Gueldre.
Il était subdivisé en trois districts :
- Clèves, avec les villes de Clèves, Kalkar, Cranenbourg et Gennep
- Wesel, avec Dinslaken, Duisbourg, Wesel et Xanten
- Emmerich, avec Emmerich, Rees et Sevenaer

## Histoire
La première maison des comtes de Clèves s'étant éteinte en 1368, le comté échut aux comtes de la Marck. En 1381 Engelbert de Clèves fonde la Compagnie des Fous de Clèves qui aurait été la source d'inspiration pour la création de la Compagnie de la Mère folle de Dijon. Le nouveau comté de Clèves-La Mark fut érigé en duché en 1417 par l'empereur Sigismond. Plus tard (1511), il fut réuni aux duchés de Berg, de Juliers et au comté de Ravensberg. De 1538 à 1543, le duché de Gueldre en fit partie. À la mort du duc Jean-Guillaume (1609), Clèves, la Mark et Ravensberg échurent à la maison de Brandebourg, et le reste à la maison de Neubourg (Wittelsbach).
Les Provinces-Unies occupèrent cependant une partie appréciable du territoire du duché de Clèves jusqu'au début de la guerre de Hollande en 1672.
En 1701, l'électeur de Brandebourg devint roi en Prusse. La Prusse céda à la France la partie sur la rive gauche du Rhin en 1795, puis en 1805 la partie sur la rive droite.
Le 16 mars 1805, le duché de Clèves était officiellement remis au général Beaumont, aide de camp de Murat, nommé par Napoléon la veille, par un conseiller de Frédéric Guillaume III, von Rappart, à Wesel, Réf. Murat fait alors afficher  l'acte impérial du 15 mars qui le créait duc de Clèves et de Berg. Il fit son entrée solennelle à Düsseldorf le 24 mars.
Elle retournèrent à la Prusse en 1814. Avant l'instauration de politiques linguistiques visant à l'unification culturelle de l'Allemagne par la Prusse aux XVIIIe et XIXe siècles, les habitants du Duché de Clèves parlaient un dialecte bas francique près du Néerlandais, parfois appelé le Clèvois (Kleverlandish). Cette proximité culturelle était sans doute renforcée par l'occupation néerlandaise d'une partie du territoire clévois pendant une bonne partie du XVIIe siècle.
Voir aussi : Liste des comtes et ducs de Clèves

## Armoiries

Les armes des comtes de Clèves

Les comtes de Clèves portaient : « de gueules, à l'écusson d'argent, aux rais d'escarboucle d'or, brochantes sur le tout ».

## Sources
- Louis Charles Dezobry et Théodore Bachelet, Dictionnaire de Biographie et d’Histoire, Paris, 1863 [détail de l’édition]